# SKion
Die SKion GmbH ist die Beteiligungsgesellschaft von Susanne Klatten. Der Sitz befindet sich in Bad Homburg v.d. Höhe bei Frankfurt am Main.
Der Bruder von Susanne Klatten, Stefan Quandt, verfügt mit der Delton AG über ein ähnliches Unternehmen.

## Geschichte
Die Gesellschaft wurde 2006 als Beteiligungsgesellschaft von Susanne Klatten gegründet. Zu den ersten Investment gehörte der Einstieg bei Altana. Seit einem Squeeze-out im Jahr 2010 befindet sich der Chemiekonzern vollständig im Eigentum der SKion.

## Beteiligungen
Die wichtigsten Beteiligungen, die von der SKion-Gruppe gehalten werden:
| Name        | Sitz        | Beteiligt seit | Anteil      | Branche                       |
| ----------- | ----------- | -------------- | ----------- | ----------------------------- |
| Altana      | Wesel       | 2006           | 100 %       | Chemie                        |
| SGL Carbon  | Wiesbaden   | 2009           | ca. 28,55 % | Spezialchemie                 |
| Avista Oil  | Uetze       | 2012           | ca. 45 %    | Chemie                        |
| SKion Water | Bad Homburg | 2011           | 100 %       | Wasseraufbereitung/Anlagenbau |

Der Anteil am Automobilhersteller BMW in Höhe von 12,56 % wird von der Susanne Klatten GmbH & Co. KG für Automobilwerte gehalten.